# جورج وليامز (لاعب كريكت)
جورج وليامز (1880 بألدرشوت في المملكة المتحدة - )  (بالإنجليزية: George Williams)‏ هو لاعب كريكت بريطاني. لعب مع نادي مقاطعة هامبشاير للكريكت ‏ وBerkshire County Cricket Club ‏.

## وصلات خارجية
- جورج وليامز على موقع إي آس بي آن كريك إنفو (الإنجليزية)